# Moulianka
La rivière Moulianka (en russe : Мулянка, API : /mu'lʲanka/), également appelée Moulianka supérieure, est un petit cours d'eau du Kraï de Perm, en Russie, qui traverse la ville de Perm près de l'arrondissement de Permsky et qui est un affluent de rive gauche de la Kama, donc un sous-affluent de la Volga. La proximité de la zone industrielle de la ville a une influence lourde sur l'écologie de la rivière.

## Géographie
La longueur totale de la Moulianka est de 52 km et son bassin a une superficie de 460,7 km2. La Moulianka a 35 affluents; le plus grand d'entre eux est son affluent gauche, le Pyzh.
La source de la Moulianka se trouve dans l'arrondissement du Perm du Kraï à Perm. Elle coule principalement le long des périphéries occidentales de la rive gauche (par rapport à la Kama) de Perm (les arrondissements de Industrialny et de Dzerjinsky). Le village de Verkhniye Mully, un des plus anciens peuplements historiques de la ville moderne de Perm, est situé sur les rives de la Moulianka. Depuis 1958, il fait partie de l'arrondissement de Industrialny de Perm.
Plusieurs ponts se trouvent sur la Moulianka dans l'arrondissement de Industrialny :
- le pont de la Rue Leonov
- le pont de la Rue Promyshlennaya
- le pont de la Route Nationale des Cosmonautes

Alors la Moulianka coule le long de la Forêt Chernyayevsky et traverse les arrondissements de Industrialny et Dzerzhinsky. Dans l'arrondissement de Dzerzhinsky, elle coule entre les quartiers de Parkovy et Zaostrovka et est enjambée par les ponts suivants :
- le pont pédestre
- le pont de la rue Stroiteley a été ouvert le 13 juillet 2007. Il relie le quartier de Parkovy avec le pont Krasavinsky (sur la rivière Kama). Sa longueur est de 248 mètres. La construction du pont a commencé en 2005 et a couté 796,26 millions de roubles[3],[4].
- Le pont de la rue Krasin
- le pont de la Rue 1-ya Trudovaya localisé près de l'embouchure de la Moulianka

L'embouchure de la Moulianka est localisée dans le quartier de Zheleznodorozhny à Perm. La largeur de la Moulianka varie fréquemment et à certains endroits atteint 400 mètres.

## Transport maritime
La Moulianka ne fait pas partie de la liste des rivières navigables du Perm de Krai, contrairement à la Kama, la Vishera, la Sylva et la Tchoussovaïa.

## Histoire

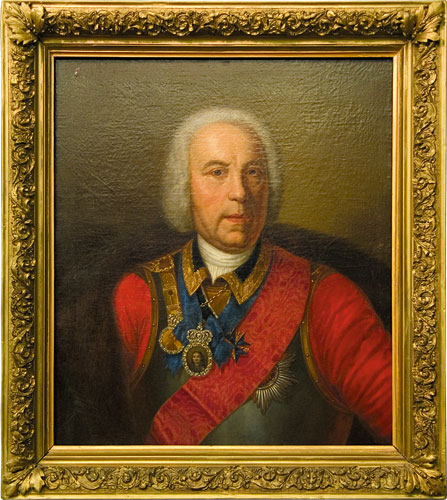
G. W. de Gennin

À la différence de la plupart des cours d'eau du Kraï de Perm, dont la toponymie est issue de langues permiennes, les noms des rivières Moulianka supérieure et Moulianka inférieure viennent du mot persan mullah. Les chercheurs de l'histoire du Kraï de Perm le relient au prince Tatar Mametkul, qui était installé dans la région avant ou lors du règne d'Ivan le Terrible et qui était un imam, ou un mollah. Son fils aîné, Urak-bey Mametkulov, vivait chez le Moulianka supérieur, et le plus jeune des fils, Irak-bey Syundyuk-bey Mametkulov vivait chez le Moulianka inférieur. Voici l'origine des noms de ces fleuves tout comme des villages Verkhniye Mully (signifiant les mollahs supérieurs) et Nizhniye Mully (les mollahs inférieurs), respectivement. Les noms plus anciens de ces rivières ont été perdus,.
En 1722, Georg Wilhelm de Gennin, directeur des usines d'état de l'Oural, et le maître Cimmerman ont pris des échantillons de minerai de cuivre des rives de la Moulianka. Les résultats des essais ont confirmé l'intention de de Gennin de commencer la construction de l'usine de fonte de cuivre de Yegoshikha qui a permis la fondation de la ville de Perm.

## Écologie
La Moulianka traverse les limites de la ville de Perm et est contaminée par les déchets industriels, venant des fermes d'élevage de bétail et les scieries. La contiguïté de la raffinerie pétrolière de JSC "LUKOIL-Permnefteorgsintez" opérationnelle en 1958 influe sur la Moulianka.

### Composition chimique
Selon un rapport de 2004 de l'Administration de Protection de l'Environnement de l'Oblast de Perm, l'eau de la rivière Moulianka appartient à la 2e à 3e classe pour sa qualité, mais les eaux de la Moulianka supérieure, en tenant compte de sa composition en  nitrites, fer et oxygène, appartient à la 4e classe. Ceci la rend non potable et impropre à la pisciculture, même après  traitement préliminaire. Le rôle de l'oxygène dans le fleuve s'avère défavorable. La consommation chimique de l'oxygène s'élève à 40-70 mg/l alors que la norme est de 30 mg/l ; la consommation biochimique est 5.15-7,08 mg/l, alors que la norme est 5 mg/l. La concentration des substances en suspension est de 11-18 mg/l.

### Le benthos
Selon les résultats des recherches des experts de l'Université de Perm, la pollution de la Moulianka exerce une influence négative sur la condition du benthos. Les parties basses et moyennes de la rivière sont les plus polluées. La source la plus importante de pollution est la Lukoil Permneft Ltd dont les déchets atteignent la Moulianka via la rivière Pyzh.
La teneur en produit pétrolier dans l'eau de la Moulianka à la confluence avec Pyzh est 49,4 fois supérieure à la concentration maximale admise. Près de l'embouchure de la Moulianka, la teneur en ammonium est 1,3 fois supérieure à la concentration maximale admise, 2,5 fois pour les nitrites et 2 fois pour les produits pétroliers. 75 espèces ont été découvertes : 10 espèces d'Oligochaeta, 2 espèces d'Hirudinea, 6 espèces de Gastropoda, 2 espèces de Bivalvia et 55 espèces d'Insectes. La distribution du macrozoobenthos dans différents secteurs de la rivière est :  
| secteur de la rivière | nombre d'espèces | Biomasse, g/m² | Quantité, centaines d'espèces par m² |
| --------------------- | ---------------- | -------------- | ------------------------------------ |
| Haute                 | 53               | 57,9           | 4,8                                  |
| Moyenne               | 23               | 11,8           | 1,2                                  |
| Basse                 | 24               | 4,8            |                                      |

### Recherche de jeunes écologistes
En 2003, un groupe de jeunes écologistes de l'école #6 de la ville de Perm et l'école du village de Kultayevo ont produit une enquête sur la condition écologique de l'eau de la rivière Moulianka dans un projet nommé conditions écologiques des petites rivières de la ville de Perm et de sa banlieue. Les échantillons d'eau ont été pris près du village de Kultayevo et près de l'embouchure dans le quartier de Parkovy. L'analyse chimique de l'eau était faite dans la chaire de laboratoire de chimie écologique de l'université pédagogique de Perm. La recherche a montré que la composition chimique de l'eau de la Moulianka était différente à l'intérieur et à l'extérieur de la ville. Les données obtenues ont démontré que « l'eau de la rivière Moulianka était impropre à la consommation ».
En 2005, les élèves de l'école #59 de la ville de Perm ont participé au DOOG-2005 « Concours éducatif à distance en géographie » et a mené une expérience nommée « purification de l'eau de la rivière Moulianka ». Les résultats sont présentés dans le tableau suivant :
| Eau                            | avant purification    | après décantation  | après filtration au travers le sable                                                                                | après absorption sur charbon actif |
| ------------------------------ | --------------------- | ------------------ | --- | ---------------------------------- |
| Odeur                          | légère odeur de vase  | non                | Cette étape de purification n'a pas été exécutée car l'échantillon d'eau de la Moulianka était suffisamment claire. | non                                |
| Transparence                   | trouble               | légèrement trouble | Cette étape de purification n'a pas été exécutée car l'échantillon d'eau de la Moulianka était suffisamment claire. | transparente                       |
| Couleur                        | nuance de jaune clair | de couleur claire  | Cette étape de purification n'a pas été exécutée car l'échantillon d'eau de la Moulianka était suffisamment claire. | de couleur claire                  |
| Présence de pétrole            | non                   | non                | Cette étape de purification n'a pas été exécutée car l'échantillon d'eau de la Moulianka était suffisamment claire. | non                                |
| Présence de particules solides | non                   | non                | Cette étape de purification n'a pas été exécutée car l'échantillon d'eau de la Moulianka était suffisamment claire. | non                                |
| Volume d'eau                   | 100 ml                | 96 ml              | Cette étape de purification n'a pas été exécutée car l'échantillon d'eau de la Moulianka était suffisamment claire. | 85 ml                              |

À la suite de l'expérience, la conclusion donnée : « l'eau de la rivière Moulianka peut être purifiée par décantation, filtration et absorption ». Ce travail a été récompensé par le diplôme de second degré DOOG-2005.